# 大関村 (新潟県)
大関村（おおせきむら）は、かつて新潟県西蒲原郡にあった村。

## 沿革
- 1889年（明治22年）4月1日 - 町村制施行に伴い西蒲原郡大関村、小関村、蔵関村、大曲村が合併し、大関村が発足。
- 1901年（明治34年）11月1日 - 西蒲原郡小池村と合併し、小池村を新設して消滅。